# Зізнання комісара поліції прокуророві республіки
Зізнання комісара поліції прокуророві республіки (італ. Confessione di un commissario di polizia al procuratore della repubblica) — італійська кримінальна драма режисера Даміано Даміані. Фільм вважається класикою завдяки своєму сміливому зображенню корупції та мафіозних структур, які щільно укорінилися в суспільстві, а також за спробу показати, що звичайні методи правосуддя не завжди працюють проти організованої злочинності. Глядачі та критики полюбили його за похмуру, напружену атмосферу, чудову акторську гру та сміливу критику системи, яка не може впоратися з мафією.

## Сюжет
Комісар Бонавіа, цинічний, але справедливий, у відчайдушній спробі вбити невловимого і впливового мафіозі Фердинандо Дубросіо, вирішує ризикнути й звільнити з психіатричної лікарні Мішеля Лі Пума — колишнього поплічника Дубросіо, якого той колись зрадив.
Мішель, зустрівшись із сестрою, купує автоматичну гвинтівку та вирушає до резиденції Дубросіо, щоб звести рахунки. Однак після короткої перестрілки виявляється, що «бос» давно покинув це місце, залишивши лише трьох охоронців, які гинуть разом із Лі Пумою під час бою.
Цей інцидент привертає увагу ідеалістичного прокурора Траіні, який вирішує взяти справу у свої руки. Бонавіа пояснює йому, що мафія в місті діє, мов спрут, проникаючи у всі сфери життя, душачи будь-який опір і ховають своїх ворогів у бетонних новобудовах Дубросіо. Політики, поліцейські та судді давно куплені, а закон фактично на боці мафії. Попри це, Траіні залишається впевненим у чесності системи.
Через кілька днів він зустрічається з Дубросіо, який стривожений нападом і конкуренцією серед забудовників. Прокурор обіцяє захистити його, після чого залишає зустріч, а до мафіозі приходять незадоволені сенатор і мер. Дубросіо швидко ставить їх на місце, адже їхні статки й кар'єра повністю залежать від його волі.
Траіні та Бонавіа зустрічаються на краю скелі, де комісар пояснює, чому так ненавидить Дубросіо: його старого знайомого, профспілкового активіста й комуніста Джампаоло Ріццо, підступно вбили поплічники Фернандо, а випадкового свідка — хлопчика-пастуха — скинули зі скелі. Траіні, знаючи про сумнівні методи Бонавіа, офіційно оголошує йому війну й обіцяє посадити за ґрати. Розуміючи, що його час спливає, Бонавіа залишає Траіні письмове зізнання про свою самовіддану боротьбу зі злочинністю та вирушає до Серени Лі Пума, колишньої коханки Дубросіо й сестри Мішеля, яку просить сховатися до судового розслідування.
Загнаний у глухий кут, Бонавіа зрештою сам убиває Фернандо Дубросіо та добровільно здається поліції. Дізнавшись про це, Серена негайно повідомляє Траіні, однак цим кроком випадково розкриває своє місцеперебування й прирікає себе на загибель.
Смерть мафіозного боса не зупиняє спрута, а лише посилює його. Щупальця мафії підступно вбивають Бонавіа у в'язниці, тіло Серени ховають у бетонній конструкції нового будинку, а мафія продовжує захоплювати ще більше влади. Прокурор Траіні, вражений зізнанням комісара, яке той залишив йому перед смертю, остаточно усвідомлює всю гнилизну системи й вирішує боротися до кінця.

## В ролях
- Франко Неро — заступник прокурора Траіні
- Мартін Бальзам — комісар Бонавія
- Марілу Толо — Серена Лі Пума
- Клаудіо Гора — окружний прокурор Мальта
- Лучано Катеначчі — Фердінандо Ломунно
- Джанкарло Прете — Джампаоло Ріццо
- Артуро Домінічі — адвокат Каністраро
- Мікеле Гамміно — Гамміно
- Адольфо Ластретті — Мікеле Лі Пума
- Нелло Паццафіні - в'язень
- Калісто Калісті — Калісто
- Адель Модіка — коханка Бонавії
- Філіппо Де Гара — сенатор
- Ванда Вісмара — покоївка Траіні

## Реліз
- Італія: 26 березня 1971 року
- Японія: 11 листопада 1971 року
- Франція: 26 січня 1972 року
- Угорщина: 22 червня 1972 року
- Західна Німеччина: 6 жовтня 1972 року
- Бельгія: 12 січня 1973 року
- Швеція: 12 березня 1973 року
- Данія: 11 травня 1973 року
- Фінляндія: 21 вересня 1973 року
- Норвегія: 8 жовтня 1973 року
- США: 16 серпня 1974 року

## Нагороди
Фільм отримав золоту нагороду на Сьомому Московському Міжнародному Кінофестивалі і Кришталеву зірку у 1972 році.